# Just in Love
"Just in Love" là đĩa đơn thứ hai của nam ca sĩ người Mỹ Joe Jonas trích từ album phòng thu solo đầu tiên của anh, Fastlife. Ca khúc được viết bởi Joe Jonas và James Fauntleroy và được sản xuất bởi Rob Knox. Ca khúc được phát hành vào ngày  13 tháng 9 năm 2011 bởi Hollywood Records. Nó đã nhận được nhiều lời khen từ các nhà phê bình âm nhạc. Bản phối khí (remix) chính thức của ca khúc có sự góp giọng của ca sĩ nhạc rap người Mỹ Lil Wayne và có một chút thay đổi về sản xuất. Ca khúc phải dán nhãn Parental Advisory do phần rap của Lil khá nhạy cảm.

## Video âm nhạc
Video âm nhạc cho "Just in Love" được công chiếu lần đầu tiên vào 12 tháng 9 năm 2011 trên E! News. Video được đạo diễn bởi Jaci Judelson.

## Phối khí

### Bản phối khí chính thức
Vào 4 tháng 10 năm 2011, bản remix chính thức của ca khúc được phát hành trên iTunes. Bản remix có thêm phần rap của Lil Wayne, thay thế cho đoạn điệp khúc thứ hai của ca khúc.
Bản remix này cũng xuất hiện trong CD Fastlife, tuy nhiên, nó được kiểm duyệt ở đoạn rap của Lil Wayne.

### Các bản phối khí khác
- Just In Love (Moto Blanco Radio Mix) 3:43
- Just In Love (Moto Blanco Club Mix) 6:42
- Just In Love (Moto Blanco Instrumental) 6:42
- Just In Love (Soul Seekerz Radio Mix) 3:43
- Just In Love (Soul Seekerz Club Mix) 8:04
- Just In Love (Soul Seekerz Instrumental) 8:04
- Just In Love (Clean Remix) (hợp tác với Lil Wayne) 3:26

## Xếp hạng
| Bảng xếp hạng (2011)              | Vị trí cao nhất |
| --------------------------------- | --------------- |
| Bồ Đào Nha (AFP)                  | 2               |
| Romania (UPFR)                    | 2               |
| Anh (The Official Charts Company) | 62              |

## Liên kết khác
- The official music video on "VEVO", in "Youtube" — Vevo, Youtube